# Alina Robert
Alina Rodríguez Robert (La Habana, 22 de noviembre de 1986), más conocida como Alina Robert es una actriz, modelo y presentadora cubana reconocida internacionalmente por su participación en el TV Show de la cadena Univision Nuestra Belleza Latina 2014 así como por ser presentadora del programa televisivo Sábado Gigante junto a Don Francisco.
Como actriz destaca su participación en las series de televisión Betty en NY (Telemundo) y Mariposa de Barrio (Telemundo). Protagoniza la película en inglés Make Love Great Again junto a Chris Mulkey para HBO. 
Gana el título Best Actress in a Play - Small Professional Theatre BroadwayWorld Washington DC Awards 2018 por la Obra En el Tiempo de las Mariposas

## Biografía
Alina Robert nació en La Habana, Cuba, y desde bien pequeña descubrió su pasión por la actuación y los escenarios. Sus primeros acercamientos al teatro se producen durante su edad escolar donde interpretó papeles en Los zapaticos de Rosa o El camarón encantado, este último lo hizo con 9 años, y con él encarnó por primera vez un rol masculino
“Siempre me corrió por las venas. Los niños son los que más imaginación tienen, yo me la pasaba disfrazada e inventándome personajes”
Llegó a los Estados Unidos en 2008 con la firme idea de triunfar en la industria del entretenimiento y es allí donde consolida su desarrollo profesional en el universo de las artes. Entre 2009 y 2011 cursa estudios en el Centro de Formación Actoral Luz Columba (CIFALC) de Miami y  posteriormente, se integra a los talleres vocacionales del Teatro Prometeo del Miami Dade College y al programa académico del Adriana Barraza Acting Studio, de 2013 a 2016.
“Había algo más fuerte que yo que me quería llevar por las puertas del arte. Después que entré a la escuela de teatro pensé qué yo había estado haciendo en los últimos 10 años de mi vida….” 
Durante su preparación para entrar en el Show Nuestra Belleza Latina  participa en el Miss Cuban American (USA 2012) proclamándose ganadora de este concurso. Su coronación la lleva a representar a la comunidad cubana en diferentes espacios internacionales de los que obtiene resultados como ganadora de Reina Mundial del Carnaval (Ecuador 2012), tercera finalista de Miss Caribbean World (BVI 2012)  y reina del Miss Latinoamérica Internacional (Panamá 2012). Su salto a la popularidad se produce tras participar en Nuestra Belleza Latina de Univisión en el año 2014, donde terminó en la quinta posición (4.ª finalista).

La salida de Robert del concurso de belleza generó una amplia polémica debido a que estaba considerada entre las grandes favoritas para coronarse. Hubo, incluso, protestas públicas de sus seguidores, que se manifestaron frente al edificio de Univisión acusando a la cadena de cometer fraude.
“Aunque a mucha gente les dejó un sinsabor, para mí fue una experiencia profesional y de vida, es lo que siempre digo –declaró la cubana en una entrevista concedida al portal cubano OnCuba.  Lo que sucede con el concurso es que la audiencia está involucrada votando directamente, y para los que se apasionan y se esmeran votando quizá sí lo pueden ver descarnado e injusto. Siempre lo vi como una oportunidad, nunca salí del Concurso rechazando la experiencia, ni mucho menos.
Nuestra Belleza Latina supuso un punto de inflexión para su trayectoria. En septiembre de 2014 se incorporó al elenco de “Sábado Gigante” junto a Don Francisco como copresentadora y modelo. Sábado Gigante es el programa más longevo y exitoso de la televisión hispana, transmitido por televisoras de 43 países y con una audiencia de más de 10 millones de televidentes a nivel Internaciona.
“Quería prepararme en el mundo del espectáculo y sentí que en ese tipo de eventos me brindarían la oportunidad de interactuar con el público y no me equivoqué. Ha sido de las plataformas que recuerdo con más cariño"
“Mi objetivo principal de participar en Nuestra Belleza Latina era ser reconocida en el mercado del entretenimiento, y que en un futuro me abriera más posibilidades en mi carrera. Sábado Gigante sí fue una sorpresa rotunda para mí. Nunca imaginé que sería parte de un show legendario como este" .
“Don Francisco fue para mí un gran mentor, y aprendí mucho sobre televisión con el público en vivo. Tuve la posibilidad de desarrollarme como animadora, conduciendo y actuando.”

## Carrera
Como actriz tiene experiencia en cine, radio y televisión. Ha participado en shows y espectáculos televisivos como My life is a telenovela del Canal de Entretenimiento Latino y We TV, Un Nuevo día de Telemundo, Tu desayuno Alegre de Unimas, y Despierta América de Univision.
En su lista de trabajos aparecen las obras de teatro como Pavillion 305 dirigida por Neher Jackeline Briceño y Jorge Hernández. Su personaje de Carmencita, una niña esquizofrénica con retraso mental, la hizo acreedora del 1.er Lugar en la II Muestra de Monólogos de Libre Selección del teatro Adriana Barraza Black Box.
.
Interpretó a Valentina en dos temporadas de la obra Cinco Mujeres son Suficiente adaptada y dirigida por Adela Romero de la original Five Woman Wearing the Same Dress de Allan Ball .
Con la Compañía Jazz Vila Projects se presentó en el escenario de Casa de Teatro de la República Dominicana en la obra Eclipse a fines del 2017. Una puesta inspirada en el clásico sueco “La Señorita Julia”. La pieza, escrita y dirigida por Jazz Vilá, recrea un triángulo amoroso que aborda temas como el abuso de poder, las diferencias de clases y la felicidad como horizonte inalcanzable. Con la misma compañía regresó a La Habana como actriz invitada para encarnar a Sara La cubana en la obra Farándula. La puesta ha sido un éxito rotundo de taquilla con más de 20 mil espectadores en sus dos temporadas.
Como parte de Teatro Prometeo del Miami Dade Collage, Alina interpreta a Ana Hernández, en el drama Casa Ajena  en la versión mundial en español de Lisa Loomer Living Out, que relata la complicada relación entre una niñera salvadoreña y la abogada estadounidense que la emplea. Con la misma compañía representa a la mesera del Tibiri Tabara, Guicha y a la anciana beata Dona Rosita en el musical La Verdadera Historia de Pedro Navaja.
Recientemente, Robert finalizó una temporada en el Gala Theater de Washington D. C. con la obra En el Tiempo de las Mariposas, en la que se adentró en la piel de la abogada y activista dominicana Minerva Mirabal, quien luchó contra la dictadura de Trujillo y fue asesinada, junto a dos de sus hermanas en noviembre de 1960. Con esta obra logra el reconocimiento de los premios regionales Broadway World Washington DC Award como Mejor Actriz en una obra de formato pequeña, compartiendo categoría en teatro de gran formato con Vanessa Hudguens.  

En televisión ha sido parte de las producciones de Venevisión Internacional, Corazón Apasionado, El Talismán y Los Secretos de Lucía, en Crónicas de Pecados Capitales de Cisneros International y en ¿Quién es Quién? de Telemundo Studios. Destaca también su participación en My Life is a Telenovela  de la cadena americana WeTV  y Mariposa de Barrio (Telemundo), basada en la vida de Jenni Rivera, donde interpretó los personajes de Teresa Sandoval / Teresa Aguilar.
“Con Teresa Sandoval me tocó vivir en carne propia lo que muchas mujeres sufren a diario y en silencio: el abuso psicológico y la violencia doméstica”.
También participa en la serie  Betty en Nueva York (Telemundo) donde encarna a Cynthia Moreno, en lo que supone otro paso importante en su carrera artística, con un papel mucho más maduro dentro de la pantalla chica.
Su entrada en el mercado anglosajón la hizo con el filme Make Love Great Again, su primer protagónico en inglés al lado al lado de los actores estadounidenses Chris Mulkey y David Haack , con Jaimey Osorio, Jason Canela y Eduardo Yáñez. En la cinta interpreta a Natalie Báez que es una estudiante mexicana en los Estados Unidos que se enamora de un músico americano y deben pasar el proceso de inmigración para considerar si debe o no quedarse a vivir en el país después de su matrimonio.
También interpretó a Lena en el cortometraje Crisálidas dirigido por Adriana Barraza, es Elsa Petita en el largometraje Con Elizabeth en Mount Dora (2012) y Anabel en la cinta El Justiciero 2 para CineMax Latino.

## Formación profesional
Del 2009 al 2011 cursa estudios en el Centro de Formación Actoral Luz Columba (CIFALC) de Miami y posteriormente, se integra a los talleres vocacionales del Teatro Prometeo del Miami Dade College así como al programa académico del Adriana Barraza Acting Studio,entre 2013 y 2016. Entrenada para conductora de televisión por la pedagoga y periodista Laura Moro.

## Trayectoria

### Cine
| Año  | Película                    | Personaje/ Director                          | Notas |
| 2021 | El caballo                  | Adria/Dir. Lilo Vilaplana                    | |
| 2018 | Make Love Great Again       | Natalie/ Dir. Aaron Agrasanchez              | |
| 2018 | Blinkers                    | Jisoo / Dir. Matthew Findley                 | Cortometraje                                                                                                  |
| 2017 | Crisálidas                  | Lena / Dir. Adriana Barraza                  | |
|      | Sexo Opuesto.               | Claudia/ Dir. Lia Rosa Hernández             | |
| 2016 | Casting                     | Alma Sandoval / Dir. Hansel Porras           | Cortometraje                                                                                                  |
| 2016 | Error Code                  | woman / Dir. Magdiel Aspillaga               | Cortometraje                                                                                                  |
| 2014 | Bloodline                   | Cynthia / Dir. Martin Pérez                  | Cortometraje                                                                                                  |
| 2012 | Con Elizabeth en Mount Dora | Elsa Petita dos Palmas / Dir . Jhonny Obando | Considerada Mejor Película del Festival Internacional de cine L-Dub, 2013 y nominada para 4 Miami Life Awards |

### Televisión
| Año  | Trabajo                       | Notas                                |
| 2023 | El grito de las mariposas     | Patria Mirabal                       |
| 2019 | Betty en NY                   | Cynthia Moreno                       |
| 2017 | Mariposa de barrio            | Teresa Aguilar                       |
| 2016 | My Life is a Telenovela       | Herself                              |
| 2016 | ¿Quién es quién?              | Chica Justino Epi: 113, 114 y 116    |
| 2015 | Los secretos de Lucía         |                                      |
|      | Crónicas de Pecados Capitales |                                      |
| 2015 | El justiciero 2               | Anabel - Película para la Televisión |
|      | Sábado Gigante                | TV Host                              |
| 2014 | Nuestra Belleza Latina        | Concursante                          |
| 2012 | Corazón apasionado            | Pili. Episodio #1.1                  |

### Teatro
| Año       | Personaje/Notas | Obra |
| 2019      | La más joven | Estaba en Casa y Esperaba que Llegara la Lluvia/obra de Jean-Luc LagarceOn Stage Black Box Miami Dade County Auditorium |
| 2019      | Lulú/Monólogo | 34th International Hispanic Theatre Festival of Miami/Dir. Neher Jackeline Briceno                                      |
| 2019      | Sara la Cubana/ Jazz Vilá Project | Farándula/Dir. Jazz Vilá                                                                                                |
| 2019      | Musical/ Grupo Teatro Prometeo M.D.C | La Verdadera Historia de pedro Navaja                                                                                   |
|           | La fierecilla domada/ AB Veritatem Theater | Shakespeare in Madness                                                                                                  |
| 2018      | Ana Hernández/ Teatro Prometeo M.D.C | Casa Ajena |
|           | Minerva Mirabal/ Gala Hispanic Theater D.C | En el Tiempo de las Mariposas                                                                                           |
|           | Lola / Flamingo Theater | Uber Sex |
| 2017      | Julia / Jazz Vila Projects | Eclipse / Dir. Jazz Vilá                                                                                                |
|           | Mónica / Jazz Vila Projects | Rascacielos / Dir. Jazz Vilá                                                                                            |
| 2015      | Carmencita /Adriana Barraza Black Box Por su actuación ganó “Primer Lugar” en la I Muestra de monólogos de libre selección del prestigioso Teatro, Adriana Barraza Black Box | Pavillion 305 / Dir: Neher Jackeline Briceños y Jorge Hernández                                                         |
| 2012-2014 | Valentina / Ateneo Doral -Teatro 8 | Cinco Mujeres son Suficiente / Dir: Adela Romero                                                                        |

### Otros trabajos artísticos
- Anfitriona de la Gala Bateando por el Futuro. Fundación Juan Guzmán
- Anfitriona del show Health and Wellness. VxPower
- Porta Voz e Imagen de la campaña de advertencia y prevención al VIH/HIV “Miss Hivaria» 2015, lanzada por la Universidad Internacional de la Florida, FIU.
- Miss Latinoamérica Internacional . Panamá 2012
- Miss Cuban American . USA 2012
- Reina Mundial del Carnaval . Ecuador 2012
- Miss Caribbean World 3.er Runner Up . BVI 2012